# Ludlow (Missouri)
Ludlow è un villaggio degli Stati Uniti d'America, situato nello Stato del Missouri, nella contea di Livingston.